# Едвардсбург (Мічиган)
Едвардсбург (англ. Edwardsburg) — селище (англ. village) в США, в окрузі Кесс штату Мічиган. Населення — 1304 особи (2020).

## Географія
Едвардсбург розташований за координатами 41°47′43″ пн. ш. 86°5′1″ зх. д. / 41.79528° пн. ш. 86.08361° зх. д. (41.795374, -86.083498).  За даними Бюро перепису населення США в 2010 році селище мало площу 2,63 км², з яких 2,37 км² — суходіл та 0,27 км² — водойми.

## Демографія
Згідно з переписом 2010 року, у селищі мешкало 1259 осіб у 517 домогосподарствах у складі 332 родин. Густота населення становила 478 осіб/км².  Було 569 помешкань (216/км²).
Расовий склад населення:
| - 93,6 % — білих - 1,5 % — чорних або афроамериканців - 0,8 % — корінних американців - 0,3 % — вихідців з тихоокеанських островів - 0,2 % — азіатів - 1,0 % — осіб інших рас |

До двох чи більше рас належало 2,5 %. Частка іспаномовних становила 3,2 % від усіх жителів.
За віковим діапазоном населення розподілялося таким чином: 28,4 % — особи молодші 18 років, 58,4 % — особи у віці 18—64 років, 13,2 % — особи у віці 65 років та старші. Медіана віку мешканця становила 36,1 року. На 100 осіб жіночої статі у селищі припадало 86,0 чоловіків;  на 100 жінок у віці від 18 років та старших — 88,1 чоловіків також старших 18 років.
Середній дохід на одне домашнє господарство  становив 38 704 долари США (медіана — 30 333), а середній дохід на одну сім'ю — 46 323 долари (медіана — 39 605). Медіана доходів становила 36 250 доларів для чоловіків та 29 583 долари для жінок. За межею бідності перебувало 26,2 % осіб, у тому числі 29,8 % дітей у віці до 18 років та 17,7 % осіб у віці 65 років та старших.
Цивільне працевлаштоване населення становило 464 особи. Основні галузі зайнятості: виробництво — 25,2 %, мистецтво, розваги та відпочинок — 23,7 %, освіта, охорона здоров'я та соціальна допомога — 17,0 %, роздрібна торгівля — 15,3 %.